# Rotbauchreiher
Der Rotbauchreiher (Ardeola rufiventris) ist eine Art aus der Familie der Reiher, der zur Gattung der Schopfreiher gehört. Es handelt sich um einen mittelgrauen Reiher mit einem grauen und kastanienbraunen Gefieder. Er kommt ausschließlich in Afrika vor, wo er weitverbreitet, jedoch nirgendwo häufig ist. Er gilt als eine bislang nur unzureichend erforschte Art, denn sowohl die Lebensraumanforderungen, die spezifischen Ernährungsgewohnheiten und die Brutbiologie sind nur in geringem Umfang dokumentiert.

## Erscheinungsbild
Der Rotbauchreiher erreicht eine Körpergröße von 38 bis 39 Zentimetern. Anders als viele andere Reiherarten weist diese Art einen Geschlechtsdimorphismus auf. Die Weibchen sind etwas dumpfer in ihrer Gefiederfarbe und das Grau ihres Gefieders ist rußiger oder brauner. Am Kinn und auf dem Vorderhals haben die Weibchen einen cremeweißen Farbstrich.
Beide Geschlechter haben einen blauschwarzen Kopf. Der Schnabel ist überwiegend gelb. Hals, Kehle und der Rücken sind grau. Die Flügeldecken sind kastanienbraun mit schwarzen Schwingen. Der hintere Rücken ist dunkel braungrau, während der Rumpf und der Schwanz kastanienbraun sind. Die Körperunterseite ist ebenfalls kastanienbraun. Jungvögel gleichen den Weibchen, haben aber an den Kopfseiten, am Hals sowie auf der Vorderbrust gelbbraune Streifen.
Verwechslungsmöglichkeiten bestehen mit dem Glockenreiher. Dieser hat jedoch schwarze Beine, während die des Rotbauchreihers gelb sind. Mit dem im Verbreitungsgebiet ebenfalls vorkommenden Rallenreiher und dem Dickschnabelreiher sind Rotbauchreiher wegen des stark abweichenden Gefieders – ihnen fehlt vor allem die dunkelgraue Körperoberseite – kaum zu verwechseln.

Das Verbreitungsgebiet des Rotbauchreihers

## Verbreitungsgebiet und Lebensraum
Der Rotbauchreiher ist eine afrikanische Reiherart. Sein Verbreitungsgebiet beschränkt sich auf Zentral- und Ostafrika. Er kommt unter anderem im Südwesten Kenias, im Süden von Uganda, in Ruanda, im Südosten des Kongos, in Sambia, Nordnamibia, im Südwesten und Nordosten Angolas, im Norden von Botswana, in Simbabwe und in der Republik Südafrika vor. Es handelt sich überwiegend um einen Standvogel. Zu Wanderungsbewegungen kann es dann kommen, wenn in der Regenzeit die großen afrikanischen Ebenen überschwemmt werden. Diese saisonalen Wanderungen sind bislang jedoch nicht hinreichend untersucht. Auch der Bestand ist nur partiell bekannt. So kommen in Tansania etwa 3000 bis 5000 Rotbauchreiher vor.
Der Rotbauchreiher nutzt als Lebensraum vor allem die grasbestandenen Ebenen an Flussläufen, die während der Regenzeit überschwemmt werden. Er ist häufig in dichten Schilffeldern, Papyrussümpfen und am Rand von Seen und Flüssen zu finden. In Tansania scheint er von der vermehrten Anlage von Reisfeldern zu profitieren.

## Lebensweise
Die Nahrungssuche erfolgt in reihertypischer Manier, indem er langsam seine Nahrungsgründe abschreitet. Das Nahrungsspektrum besteht aus Würmern, Insekten, Krustentieren, Fröschen und Fischen.
Die Fortpflanzungszeit ist abhängig vom Wasserstand und liegt häufig in der Regenzeit. Der Rotbauchreiher nistet im Schilfgürtel oder in Bäumen und Sträuchern. Er ist ein Koloniebrüter. Typisch sind kleine Gruppen von sechs bis dreißig Brutpaaren. In Sambia weisen einzelne Kolonien aber auch zwischen sechzig und achtzig Nester auf. Er brütet häufig auch mit Marabus und Nimmersatten zusammen. Seine Nester befinden sich dann meist am Rand der Kolonie. Das Nest misst nur 25 bis 35 Zentimeter im Durchmesser und ist 10 bis 12 Zentimeter dick. Das Gelege besteht normalerweise aus zwei bis drei Eiern. Die Bebrütung beginnt mit der Ablage des ersten Eis, jedoch ist die Brutdauer bis jetzt nicht bekannt. Die Nestlinge schlüpfen asynchron mit einem Schlupfabstand von etwa zwei Tagen. Sie können bereits ab dem 7. Lebenstag stehen und sind mit 24 Tagen flügge. Ihre volle Flugfähigkeit erreichen sie etwa ab dem 32. Lebenstag.

## Belege

### Einzelbelege
1. ↑  Kuhlan et al., S. 249
2. ↑  Kuhlan et al., S. 250
3. ↑  Kuhlan et al., S. 251
4. ↑  Kuhlan et al., S. 251